# (74227) 1998 SR13
(74227) 1998 SR13 – planetoida z pasa głównego asteroid okrążająca Słońce w ciągu 4,64 lat w średniej odległości 2,78 j.a. Odkryta 23 września 1998 roku.